# Andrej Malych
Andrej Sergeevič Malych (in russo Андрей Сергеевич Малых?; Kirov, 24 agosto 1988) è un calciatore russo, difensore dell’Orenburg.

## Carriera
Ha giocato nella prima divisione russa.

## Palmarès

### Club

#### Competizioni nazionali
- Pervenstvo Futbol'noj Nacional'noj Ligi: 2

Orenburg: 2015-2016, 2017-2018